# 喬高-麥塔斯調查報告

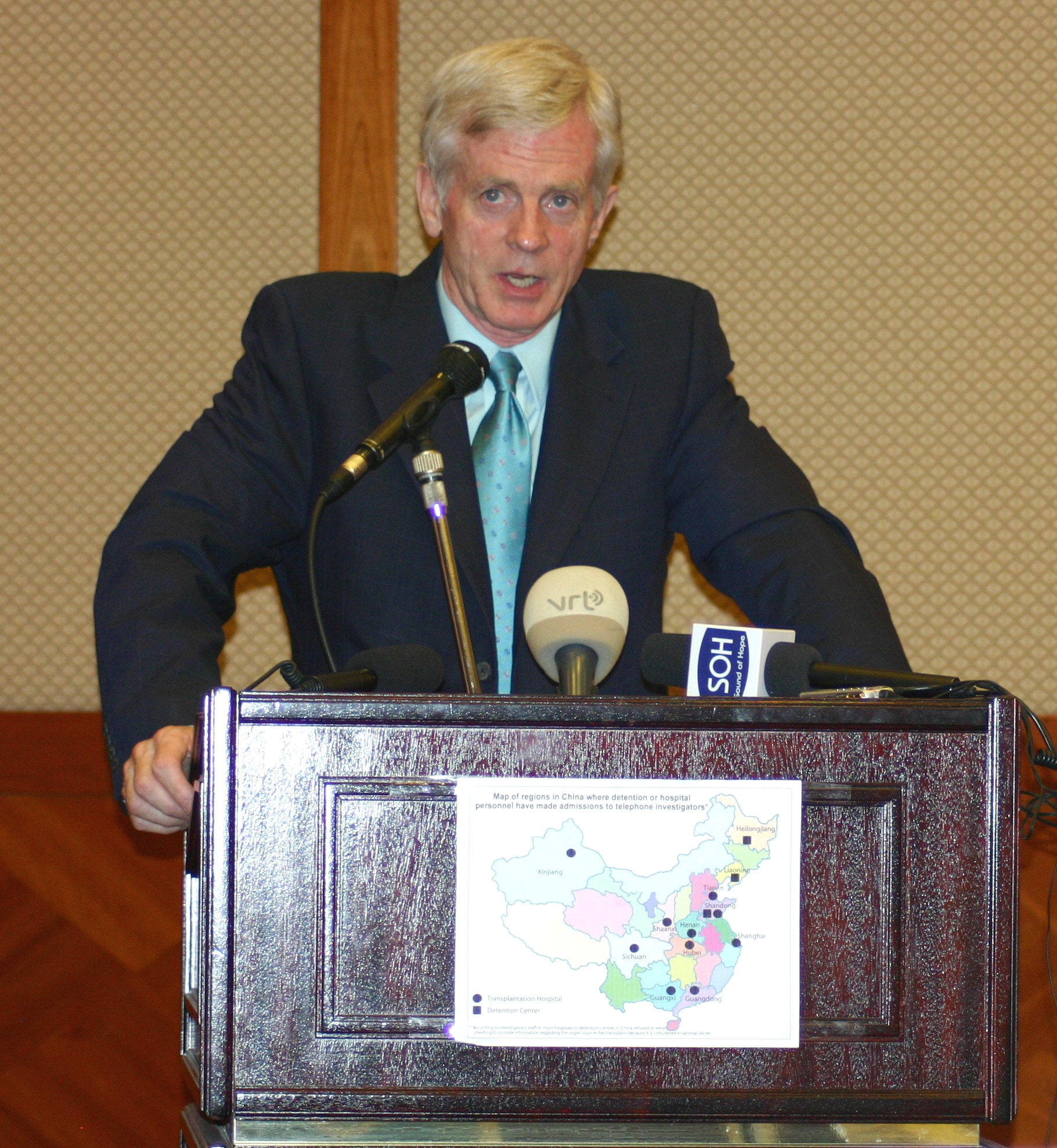
加拿大前亞太國務卿大衛·喬高调查了法轮功的指控

《喬高-麥塔斯調查報告》（英語：Kilgour-Matas report）全稱《關於指控中国摘取法轮功學員器官的獨立調查報告》（英語：Revised Report into Allegations of Organ Harvesting of Falun Gong Practitioners in China），由加拿大前亞太國務卿、7屆資深国会议员大衛·喬高和國際人權律師大衛·麥塔斯於中國境外獨立调查中國共產黨涉及在中國大陸活體摘取良心犯及法轮功学员器官所做出的獨立調查报告，於2006年7月發表，2007年1月修订。此報告認為「对非自愿的法轮功学员进行大量器官摘取」的指控做出「曾經發生，且至今仍然繼續存在」的結論。追蹤調查過程的紀錄片《活摘》2015年獲得美國廣電最高榮譽皮博迪獎。自2006年起，兩位大衛持續要求進入中國獨立調查，但遭中华人民共和国政府拒絕。
此報告的發表迫使中國活摘器官提前收尾，一般認為對法輪功學員的器官活摘數量到2006年或2007年達到頂點，雖然關於2007年後中國是否有繼續活摘法輪功學員器官，或者器官活摘是否擴及基督教人士，仍正在討論中而無定論。美國著名學者2012年底發起向白宮請願請求制止，美國白宮遲至2015年1月30日正式回應指出「我們已敦促中國停止從死刑犯身上摘取器官，並同中國高級官員談及此問題。中國領導人曾許諾停止從死刑犯身上摘取器官用於移植的做法，但是我們瞭解這類行為還在繼續。」、「自1999年以來，美國國務卿一直因中國從事或默許對宗教自由的嚴重侵犯，將其列入《國際宗教自由法》「特別值得關注的國家」名單中。」並指迫害情況仍在惡化。
中国政府否認相關指控、拒絕外國組織獨立調查。報告兩位調查員作者因此被提名2010年諾貝爾和平獎候選人。該指控內容連續多年被列入聯合國及美國國務院、美國國會等多份人權報告書。中華民國立法院（2012年12月）、歐洲議會（2013年12月）、澳洲參議院（2013年3月）、義大利參議院人權委員會、愛爾蘭議會外交事務及貿易聯合委員會、美國國會外交委員會（2014年7月底281號決議案）、加拿大國會國際人權委員會（2014年12月），陸續通過決議譴責中華人民共和國政府強摘法轮功等良心犯器官。

## 關於報告
在此報告于2006年7月发表後，中華人民共和國政府持續否認報告中的摘取器官指控，同時也持續拒絕外國組織獨立調查的請求、也未應聯合國要求公布相關數據。目前，聯合國、自由之家、國際特赦組織、國際醫學界仍持續要求中國當局公布相關數據，並同意進入中國進行不受北京政府干預的獨立調查，以釐清真相。
報告指出，中華人民共和國政府，特別是中國共產黨政法委系統（包括武警）、解放軍系統，被指控大規模系統性活體摘取良心犯的器官，供商業性移植給中國人或外國人謀利，被害者因此死亡，主要對象是遭關押的法轮功修煉者，以及部分其他宗教及少數民族團體成員，例如維吾爾人、西藏人，這些良心犯被關押在監獄、「勞動教養所」（Labor Camp）等地。
兩位大衛，受「法輪功真相聯合調查團」（CIPFG）的委託，自費、獨立調查這項指控。自2006年6月起，兩位大衛即持續要求進入中國大陸進行獨立調查，但遭中国政府拒絕；獲中國政府司法部評選「十佳律師」的高智晟為促成調查，主動自北京發邀請函，高智晟於2006年8月遭秘密逮捕、酷刑，被以煽動顛覆罪起訴並遭秘密審判判刑。
由於無法進入中國實地獨立調查，調查員多方引用中國政府官方說法及官方公布數據，先透過18種證據方法比對、驗證（第三版增補為52種證據方法），於2006年7月發佈「中国活体摘取法轮功学员器官指控的报告」（页面存档备份，存于）《Bloody Harvest, The killing of Falun Gong for their organs》 （中文版下載（页面存档备份，存于）），結論认为指控真实存在，並以「這星球上前所未有的邪惡」形容此事，這項結論獲得聯合國酷刑專員諾瓦克「可信度（credible）極高」的認可。，報告通過了學術同行評審驗證。
2006年7月，前中共總書記胡耀邦秘書林牧、維權律師張鑒康、高智晟和楊在新、山東大學教授孫文廣及前北京大學副教授焦國標，就此報告發表聯合聲明，認為此調查之結論客觀公正、縝密審慎﹐促請國際社會調查有關指控。並指「這是1999年迄今的第一份中國之外的、對中共非法鎮壓法輪功相關真相的調查報告，這是面對中共在這方面長期的反人類罪行真相的、人類的第一份獨立的調查記錄。」。
兩位調查員因此被提名2010年諾貝爾和平獎候選人，並出版專書《血腥的活摘器官》（Bloody Harvest），幾年前往世界44個國家籲關注中國活摘器官的問題。

## 参見
- 對中共摘取法輪功學員及良心犯器官的指控
- 歐洲理事會反對人體器官販運公約
- 中华人民共和国的器官移植
- 蘇家屯事件
- 器官移植旅遊
- 法輪功、中國家庭教會
- 中國人權

## 外部連結
- 乔高和麦塔斯-加拿大獨立調查團網站（页面存档备份，存于）
- A Presentation of Evidence from the Kilgour Matas Reports（页面存档备份，存于）
- DAFOH醫生反對強摘器官-國際組織
- 大衛麥塔斯：大衛‧麥塔斯：為甚麼要關心法輪功學員被活摘器官？（页面存档备份，存于），(英文原文（页面存档备份，存于）)，2012-07-20

### 調查報告書籍
- 《血腥的活摘器官》，2011年6月中文版（页面存档备份，存于）
- 《國家掠奪器官：器官移植在中國被濫用的黑幕》，2012年12月中文版（页面存档备份，存于）
- 《大屠殺：群體殺害，器官活摘和中國異議問題秘密解決方案》，2014年8月英文版（页面存档备份，存于）
- 電子書《死刑犯撑不起中国器官移植市场上的蘑菇雲》

### 紀錄片
- 《活摘》，2015年皮博迪獎獲獎片[9]，官方网站。[永久]
- 《秘密的中國國營器官移植生意》線上觀看（中文字幕）（页面存档备份，存于），8分鐘，專家證詞紀錄片。美國《富比士雜誌》（Forbes）網站2012年美國總統大選辯論前夕，推薦兩黨候選人必看短片[49]。
- 《生死之間》，線上觀看（中文字幕）（页面存档备份，存于），2009年，47屆芝加哥國際電視獎。
- 《自由中國：有勇氣相信》，2012年，獲獎紀錄片
- 《红色制度下的法轮功》，中文字幕線上觀看、紀錄片中文逐字稿（页面存档备份，存于），以色列媒體製作，葡萄牙SIC電視台2014年3月播出（葡文字幕版（页面存档备份，存于））
- 《超越紅牆》紀錄片，線上觀看（中文字幕）（页面存档备份，存于），2007年11月，加拿大CBC國家電視台
- 《血腥活摘器官》紀錄片，線上觀看(中文配音)（页面存档备份，存于），60分鐘
- 《勞教所-中國的器官農場》，線上觀看（中文字幕）（页面存档备份，存于），3分鐘
- 《血染的法輪》，線上觀看(中文)（页面存档备份，存于），11分鐘（16-27m），台灣公共電視，2007年12月
- 《難以置信》，2016年紀錄片。